# Nina Jirsíková
Nina Jirsíková, rodným jménem Anna Jirsíková,  provdaná Anna Gurská,  (6. února 1910, Smíchov – 23. listopadu 1978, Praha) byla česká tanečnice, choreografka, kostýmní výtvarnice, libretistka, kreslířka a pedagožka.

## Život

### Rodina
Narodila se v učitelské rodině Bohumila Jirsíka a Karly (roz. Škroupové), jako Anna Jirsíková. Později přijala umělecké jméno Nina. Měla starší sestru Lídu a mladšího bratra Bohumila. Kolem roku 1917 se rodina přestěhovala z Prahy na Šumavu, kde se stal její otec ředitelem reálného gymnázia v Sušici. Po smrti otce v roce 1920 se rodina vrátila zpět do Prahy. Nina začala stejně jako její sestra dříve studovat na dívčím gymnáziu Minerva.
Dne 12. února 1927 se Nina Jirsíková provdala, jejím manželem se stal Ali Risa Magometov-Gurskij (1895–???), ruský emigrant a divadelní tajemník žijící v Praze . Manželství bylo později v roce 1930 rozvedeno. Od sňatku se úředně jmenovala Anna Gurská, někdy používala jméno Jirsíková-Gurská. V umělecké sféře a v civilním životě byla však známá jako Nina Jirsíková. 

### Divadelní začátky a angažmá
První kontakty s divadelním prostředím získala díky matce, která ji začala posílat na hodiny dramatického umění k herečce Běle Horské. Byla žačkou baletní mistryně Jelizavety Nikolské. Do prvního angažmá nastoupila jako tanečnice v roce 1926 v pražském divadle Varieté. V roce 1928 se stala sólistkou v divadle Rokoko, v roce 1929 nastoupila do kabaretu paláce Lucerna, tančila v souboru Šesti děvčátek z Lucerny Joe Jenčíka. S Jenčíkem odešla v roce 1930 do Osvobozeného divadla, kde byla sólistkou v tanečním souboru Jenčíkových girls. V roce 1935 přešla do Déčka E. F. Buriana, kde byla sólovou tanečnicí a od roku 1936 i choreografkou, kostýmní výtvarnicí a vedoucí pohybové výchovy. Od roku 1940 působila jako pedagog v tanečním studiu a herecké škole E. F. Buriana, otevřené při D 40 a D 41. Většina her Déčka využívala kostýmy navržené Jirsíkovou. Spolupracovala také s Pražským dětským divadlem Míly Mellanové pro které připravovala choreografii a scénu, zvláště v letech 1936–1939.

### Válečná léta, zatčení
Dne 12. března 1941 byla spolu s E. F. Burianem a Zbyňkem Přecechtělem zatčena přímo v divadle D 41. Záminkou bylo libreto Pohádky o tanci, které mělo být dle nacistů protiněmecky zaměřeno. Divadlo bylo následně uzavřeno. Do konce roku byla Jirsíková vězněna v Bartolomějské ulici, v prosinci 1941 byla deportována do koncentračního tábora Ravensbrück, kde strávila zbytek války jako heftlink č. 8681. I v táboře vyvíjela uměleckou činnost, mimo jiné k 1. máji 1944 nastudovala Máchův Máj se čtyřiadvacetičlenným voicebandem. V táboře organizovala recitaci moderní české poezie (V. Nezval, Fr. Halas, aj.) a zpěv písní např. J. Ježka. V táboře sestavila a na Silvestra 1944 uvedla také satirickou veselohru Pavlač zpívá 1920–1930.

### Činnost po válce
Po osvobození pracovala v letech 1945–1948 jako choreografka v opeře Divadla 5. května. V roce 1948 podepsala výzvu prokomunistické inteligence Kupředu, zpátky ni krok!, jež byla vydána dne 25. února 1948 na podporu komunistického převratu. V březnu 1948 se stala členkou předsednictva a jednatelkou Ústředního akčního výboru divadelníků (za Velkou operu). V roce 1948, po připojení Divadla 5. května k Národnímu divadlu, se stala choreografkou opery Národního divadla, kde působila až do roku 1950, kdy odešla z důvodu nemoci. V roce 1955 ještě krátce nastoupila do divadla E. F. Buriana jako choreografka, avšak v roce 1959 odešla do invalidního důchodu.

## Dílo, výběr
- 1936 V. K. Klicpera: Každý něco pro vlast, D36, režie E. F. Burian (Nina Jirsíková – choreografie)
- 1936 K. H. Mácha: Kat, D36, režie E. F. Burian (Nina Jirsíkova – kostýmy)
- 1938 E. F. Burian podle Boženy Benešové: Věra Lukášová, D39, režie E. F. Burian (Nina Jirsíkova vystoupila jako tanečnice)
- 1940 Zdeněk Němeček: Kátinka, D40, režie E. F. Burian (Nina Jirsíková – choreografie, kostýmy)
- 1941 Vítězslav Nezval: Loretka, D41, režie E. F. Burian, (choreografie a tanec)
- 1941 Václav Kašlík: Don Juan, D41, režie Václav Kašlík, (Nina Jirsíková vystoupila v roli Dona Juana a dále zajišťovala i choreografii, kostýmy a libreto)
- 1941 Jiří Antonín Benda: Ariadna na Naxu; Josef Kohout: Zámečník (balet), D41, režie Václav Kašlík a Lola Skrbková (Nina Jirsíková v rolích Ariadny a Zámečníka, dále zajišťovala choreografii a kostýmy)
- 1941 Jaroslav Zich: U muziky, D41, režie E. F. Burian, (choreografie a kostýmy)
- 1941 Zbyněk Přecechtěl: Pohádka o tanci, D41, režie E. F. Burian a Nina Jirsíková (dále zajišťovala i libreto, choreografii a kostýmy) – premiéra 3. 3. 1941, tři reprízy – poslední 12. 3. 1941[20]
- 1948 Sergej Prokofjev: Maškaráda, Divadlo 5. května, režie Václav Kašlík, (choreografie)
- 1950 Antonín Dvořák: Rusalka, Národní divadlo, režie Václav Kašlík (choreografie)
- 1950 Léo Delibes: Coppélie, Smetanovo divadlo, režie a choreografie Nina Jirsíková

## Ocenění
- 1939 cena za kostýmní návrh na výstavě kostýmů v Paříži
- 1969 titul zasloužilá umělkyně

### Vyznamenání
- Za vynikající práci (1958)[21]